# Walter Cinciripini
Walter Cinciripini (Ascoli Piceno, 11 marzo 1952) è un ex arbitro di calcio italiano.

## Biografia
Debuttò in serie A il 7 ottobre 1990 (Cesena-Bari 4-2), per decisione dell'allora designatore Paolo Casarin, lo stesso che lo promuoverà al rango di arbitro internazionale nel 1993 (assieme ad Alfredo Trentalange e Marcello Nicchi).
Ha diretto due partite in Coppa UEFA: nel settembre 1993 Casino Salzburg-Dunajska Streda 2-0 e, nell'agosto 1995, Slavia Praga-Sturm Graz 1-1.
Nel 1991 venne premiato come miglior direttore di gara debuttante nella massima serie (Premio Giorgio Bernardi). La sua carriera sui campi terminò nel 1996, con un consuntivo finale di 62 presenze in serie A, l'ultima delle quali fu in occasione della partita Milan-Fiorentina che sancì la vittoria tricolore dei rossoneri.
Finita l'attività agonistica, rimase comunque nel mondo del calcio assumendo il compito di dirigente in società calcistiche, come la Sambenedettese. Nel 2004, cominciò a collaborare con la trasmissione di Rai 2 Quelli che il calcio, condotto da Simona Ventura: in particolare, partecipa ai collegamenti da Brescia con il Maifredi Team, squadra formata da ex campioni e guidata dall'allenatore Luigi Maifredi, che cerca di riprodurre, con una specie di moviola dal vivo, le azioni dei goal segnati nelle gare di serie A, e Cinciripini, ovviamente, ricopre il ruolo di arbitro.
Nel 2009 venne nominato Team Manager della società Pescina Valle del Giovenco, militante in Prima Divisione girone B. Nel 2011 per un breve periodo ricopre un ruolo dirigenziale nel Sulmona Calcio, militante in Eccellenza Abruzzo.
Il 10 giugno 2019 gli viene affidato il ruolo di direttore generale della Sambenedettese.